# Qunnermiut (bygd, Nanortalik)
 For alternative betydninger, se Qunnermiut. (Se også artikler, som begynder med Qunnermiut)
60°26′29.1″N 45°14′35.3″V / 60.441417°N 45.243139°V
Qunnermiut, var en bygd og et fåreholdersted, som lå i den nordlige del af den tidligere Nanortalik Kommune.
På grund af et faldende indbyggertal skiftede Qunnermiut i 1960'erne status fra bygd til fåreholdersted, og i 1977 flyttede de sidste indbyggere fra stedet. Siden da har Qunnermiut ikke været fast beboet.
Det sted, hvor Qunnermiut lå, er efter den grønlandske kommunalreform i 2009 beliggende i den nuværende Kujalleq Kommune i Sydgrønland.

## Geografisk placering
Qunnermiut ligger 33 km nord for Nanortalik og 18 km øst for bygden Alluitsup Paa. Ad søvejen er afstanden til Nanortalik 40 km.
Det tidligere fåreholdersted ligger i bunden af en lille bugt på det let kuperede forland til den bjergrige halvø Niaqornaarsup Qeqertaasaq Kujalleq (med op til cirka 1700 m høje fjelde), som afgrænses mod sydøst af fjorden Sermilik Kujalleq (nordboernes Alpta Fjord) og mod nordvest af fjorden Uunartup Kangerlua (nordboernes Siglufjord).

## Om navnet
Qunnermiut betyder "de, der bor på stedet ved kløften" eller kortere "kløftboerne", og kommer af det grønlandske ord for kløft "qunneq".
Navnet Qunnermiut stavedes Κ'uvnermiut ifølge den gamle retskrivning fra før 1973.

## Indbyggertal
Bygden Qunnermiut havde i en årrække fra 1940'erne til 1960'erne mellem 50 og 70 indbyggere. Men i 1960'erne faldt indbyggertallet og Qunnermiut skiftede status fra bygd til fårholdersted.

| År   | Antal indbyggere | Kommentar           |
| ---- | ---------------- | ------------------- |
| ...  | ...              |                     |
| 1951 | 55               |                     |
| ...  | ...              |                     |
| 1955 | 61               |                     |
| 1956 | 67               |                     |
| 1957 | 62               |                     |
| 1958 | 62               |                     |
| 1959 | 58               |                     |
| 1960 | 56               | 10 husstande.       |
| ...  | ...              |                     |
| 1965 | 14               |                     |
| ...  | ...              |                     |
| 1968 | 19               |                     |
| ...  | ...              |                     |
| 1977 | 11               |                     |
| ...  | ...              | Ubeboet efter 1977. |

## Historie
I 1940 var Qunnermiut en boplads. Indbyggerne i bygden levede af fangst, fiskeri og fårehold.
I 1951 fik bygden en kirke, idet man flyttede det i 1929 nedlagte udsted Salliits kirkebygning til Qunnermiut, hvor kirken blev genopført. 
Bygningen blev også brugt som skole. I 1960 blev 10 børn undervist dér, fordelt på 2 klasser, som blev undervist af en kateket.
Den kirkelige betjening blev foretaget af kateketen, og af og til af præsten fra Alluitsup Paa, som også var kirkebogsførende.
Hvad angår sundhedsforhold hørte Qunnermiut under Qaqortoq lægedistrikt.
Allerede i 1940'erne var fårehold en af næringsvejene på bopladsen. Bl.a. på grund af fåreholdernes dygtighed slap Qunnermiuts fårebestand ret nådigt gennem vinteren 1948-1949, hvor barske vejrforhold resulterede i at man på mange fåreholdersteder i Sydgrønland mistede næsten halvdelen af fårene.
I 1962 ændrede Qunnermiut formelt status fra bygd til fåreholdersted. Der var i 1966 på stedet 5 fåreholdere som havde i omegnen af 550 får.
Siden 1978 har Grønlands Statistik ikke registreret, at nogen har boet fast i Qunnermiut.

## Kendte Qunnermiut-borgere
Fangeren, fiskeren, fåreavleren og kunstneren Jørgen Aron Kleist (født 1923 i Alluitsup Paa, død 1989 i Qaqortoq), kendt som Aron Kleist, boede i Qunnermiut med sin familie i en årrække frem til 1959.
Kunstneren Cecilie Kleist (født 1948 i Qunnermiut, død 1987 i Ålborg), var datter af Aron Kleist. Hun voksede som barn op i Qunnermiut og lærte af sin far den grønlandske håndværks- og kunsttradition at skære i tand og ben. 

Om Aron og Cecilie Kleist har antropologen Birte Haagen i 2003 udgivet bogen "Aron Kleist & Cecilie Kleist : to grønlandske kunstnere og deres magiske verden".
En af de sidste – måske den sidste – der blev døbt af herrnhutiske missionærer inden disse ophørte med deres mission i Grønland i år 1900, Juliane Mouritzen (født cirka 1899 i Illorpaat), har boet i Qunnermiut en del af sit liv.
Bendt Kleist, lærer og politiker, er født i Qunnermiut i 1960. Han blev i 1993 valgt til bygdebestyrelsen i Alluitsup Paa og kandiderede i 1995 til Grønlands Landsting for Siumut.

## Administrativt
Qunnermiuts lokalitetsnummer og lokalitetskode jævnfør Grønlands Statistik er 01-23 QUN. 

I relation til kommunal- og landsrådsvalg udgjorde Qunnermiut sammen med syv andre bygder valgkredsen 'Sydprøven/Alluitsup Paa'. I denne valgkreds valgtes 3 af Nanortalik kommunalbestyrelses i alt 10 medlemmer. 

Postadressen var: pr. Julianehåb (cirka 1960), pr. Sydprøven (i 1967).

## Qunnermiuts omegn
Knap 4 km nord for Qunnermiut ligger resterne af nordboernes kirke Vagar.
Der ligger derudover 3-4 nordboruiner på forlandet omkring Qunnermiut. 

Godt 5 km nordøst for det tidligere fåreholdersted hæver fjeldet Anoritooq og flere andre af halvøen Niaqornaarsup Qeqertaasaq Kujalleqs fjeldtoppe sig til over 1.100 meters højde. 

8 km mod nordvest ligger øen Uunartoq, der er kendt for sine varme kilder.